# Пшедвоюв
Пшедвоюв (пол. Przedwojów, нім. Reichhennersdorf) — село в Польщі, у гміні Каменна Ґура Каменноґурського повіту Нижньосілезького воєводства.
Населення — 630 осіб (2011).
У 1975-1998 роках село належало до Єленьоґурського воєводства.

## Демографія
Демографічна структура станом на 31 березня 2011 року:
|          | Загалом | Допрацездатний вік | Працездатний вік | Постпрацездатний вік |
| -------- | ------- | ------------------ | ---------------- | -------------------- |
| Чоловіки | 321     | 68                 | 224              | 29                   |
| Жінки    | 309     | 65                 | 195              | 49                   |
| Разом    | 630     | 133                | 419              | 78                   |